# Tytti Kuusinen
Tytti Kuusinen (...) è una giocatrice di football americano finlandese, che gioca come fullback per le Helsinki Wolverines.

## Palmarès
- 2 Europei (2015, 2019)
- 2 WFA Pro Championship Game (Boston Renegades, 2022, 2023)
- 4 Naisten Vaahteraliiga (Helsinki Wolverines, 2017, 2018, 2019, 2020)
- 1 Superserien för damer (Carlstad Crusaders, 2021)